# Pascale Consigny
Pour les articles homonymes, voir Consigny (homonymie).
 (mars 2017).
Si vous disposez d'ouvrages ou d'articles de référence ou si vous connaissez des sites web de qualité traitant du thème abordé ici, merci de compléter l'article en donnant les références utiles à sa vérifiabilité et en les liant à la section « Notes et références ».
Pascale Consigny, née le 6 avril 1973 à Paris, est une artiste contemporaine française, décoratrice de cinéma et scénographe.

## Biographie
Son père, Pierre Consigny, fut entre autres directeur de cabinet du Premier ministre Maurice Couve de Murville et président de la Croix-Rouge française[réf. nécessaire]. Sœur du publicitaire Thierry Consigny et de l'actrice Anne Consigny, elle este aussi la tante de l'avocat et chroniqueur Charles Consigny et de l'acteur Vladimir Consigny.
Diplômée de l'École Nationale supérieure des Beaux-arts de Paris en 2003, avec les félicitations du jury, Pascale Consigny a suivi ses études au sein de l'atelier de Jean-Michel Alberola. Elle s'intéresse aussi au cinéma et travaille à partir de 1996 comme décoratrice.
Elle vit et travaille à Ivry-sur-Seine.

## Œuvre et parcours artistique
L'artiste a choisi la peinture à l'huile comme moyen privilégié d'expression.
Elle réagit aux évènements politiques auxquels elle a été confrontée personnellement, comme celui de l'affluence des migrants vers Calais, ou le conflit israelo-palestinien, en peignant des séries de tableaux. Ces tableaux sont pour elle le témoignage de son expérience vécue. Ils répondent à ce qui est pour elle le devoir de l'artiste celui de mémoire et de transmission.
Elle travaille aussi pour le cinéma. Le travail de repérage la conduit à arpenter le monde et enrichit son rôle de témoin. Ces deux métiers d'artiste et de cheffe décoratrice, se nourrissent mutuellement. Les films et les cinéastes pour lesquels elle choisit de travailler sont une source d'inspiration pour son travail d'artiste et réciproquement. Elle est cheffe décoratrice pour la première fois sur le film Nouvelle Chance d'Anne Fontaine, grâce à Caroline Champetier qui la choisit pour cette fonction.
Les tableaux de la série "La lande, 13 décembre 2015" ont fait l'objet d'une acquisition  par le Musée National de l'Histoire de l'Immigration  ainsi que le MacVal.

### Collectives
- 2004 : « Félicité », École nationale supérieure des beaux-arts, Paris
- 2005 : « Schau der Meisterklassen III », galerie Hengevoss-Dürkop, Hambourg
- 2006 : « Two Friends and So On », galerie Andrew Kreps, New York
- 2006 : « Le Clou N°6 », Le Lieu unique, Nantes
- 2007 : « Slick », galerie Charlotte Norberg, Paris
- 2007 : « À mon enfant », galerie Art@ctua, Le Mans
- 2018 : « Persona grata », musée de l'Histoire de l'immigration, Paris
- 2019 : « Persona grata », MACVAL, Vitry-sur-Seine ; Maison de la culture d'Amiens
- 2020 : « Propositions inédites #3 », Item, Paris
- 2022 : « Propositions inédites #4 », Item, Paris

### Individuelles
- 2008 : « 99,6 % d'eau », galerie Charlotte Norberg, Paris
- 2011 : « La voleuse », galerie Charlotte Norberg, Paris
- 2014 : « Little Eutopia », galerie Item, Paris
- 2017 : « La lande, 13 décembre 2015 », galerie Item, Paris
- 2021 : « The Others », galerie Item, Paris

## Filmographie
- 2000 : La Fausse Suivante, de Benoît Jacquot
- 2006 : Nouvelle Chance, d'Anne Fontaine
- 2008 : Coupable, de Laetitia Masson
- 2009 : Petite fille (téléfilm) de Laetitia Masson
- 2011 : E-Love (téléfilm) d'Anne Villacèque
- 2012 : Berthe Morisot (téléfilm), de Caroline Champetier
- 2012 : Une Estonienne à Paris, d'Ilmar Raag
- 2012 : The End, etc. de Laetitia Masson
- 2013 : À 14 ans, d'Hélène Zimmer
- 2014 : Les Ogres, de Léa Fehner
- 2015 : Le Secret de la chambre noire, de Kiyoshi Kurosawa
- 2016 : Aurore, de Laetitia Masson
- 2017 : Comme des rois, de Xabi Molia
- 2019 : Exfiltrés, de Emmanuel Hamon
- 2019 : C'est ça l'amour, de Claire Burger
- 2019 : Synonymes, de Nadav Lapid
- 2019 : Un vrai bonhomme, de Benjamin Parent
- 2019 : Les Méchants, de Mouloud Achour et Dominique Baumard
- 2019 : Arthur Rambo, de Laurent Cantet
- 2020 : Suzanna Andler, de Benoît Jacquot
- 2020 : Le Genou d'Ahed, de Nadav Lapid
- 2020 : Les Amours d'Anaïs, de Charline Bourgeois-Tacquet
- 2021 : Passages, de Ira Sachs
- 2022 : Les Goûts et les Couleurs, de Michel Leclerc
- 2021 : Don Juan, de Serge Bozon
- 2022 : Une zone à défendre, de Romain Cogitore[6]

- 2022 : Le Premier venu (film télévision, 2022), de Michel Leclerc
- 2023: Langue Etrangère, de Claire Burger
- 2023 : L'Attachement, de Carine Tardieu
- 2023 : La Nouvelle Femme de Léa Todorov

## Scénographie
- 2016 : exposition « Double Jeu »[7] ; commissaires d'exposition : Jean de Loisy et Bethsabée Attali ; palais de Tokyo, Paris
- 2016 : exposition « Rester vivant, Michel Houellebecq » ; commissaire d'exposition : Jean de Loisy ; palais de Tokyo, Paris